# Deaf Smith County
Deaf Smith County är ett administrativt område i delstaten Texas, USA, med 19 372 invånare (2010). Den administrativa huvudorten (county seat) är Hereford. 

## Geografi
Enligt United States Census Bureau har countyt en total area på 3 880 km². 3 877 km² av den arean är land och 3 km² är vatten.

### Angränsande countyn
- Oldham County - norr
- Randall County - öster
- Castro County - sydost
- Parmer County - söder
- Curry County, New Mexico - sydväst
- Quay County, New Mexico - väster